# 伊萬尼夫卡 (貝雷斯泰奇科市鎮)
50°26′22″N 25°3′42″E / 50.43944°N 25.06167°E
伊萬尼夫卡（烏克蘭語：Іванівка）是位於烏克蘭西北部的村莊，由沃倫州盧茨克區的貝雷斯泰奇科市鎮負責管轄。該村始建於1946年，面積8.52平方公里，海拔高度204米，2001年人口186，人口密度每平方公里21.83人。